# 荒井優奈
荒井 優奈（あらい ゆうな、2000年4月26日 - ）は、日本の陸上競技選手、長距離走。

## 経歴
私立啓明学院中学校、私立須磨学園高等学校卒業。名城大学法学部法学科に在学し女子駅伝部に所属。
啓明学院中学校では次第に長距離で強さを発揮するようになった。当時、県内で最強の中学生ランナーとされ、後に高校でのチームメイトとなる同期の大西ひかり（現 日本郵政グループ）と同じレースで争う程の実力になった。さらに、中3時には全国大会にも出場を果たしている。
2016年に陸上の強豪校・須磨学園高に進学し駅伝やクロスカントリーで好成績を残した。西脇工業の田中希実や後藤夢らが卒業した後の2018年の高3時になって初めて兵庫県代表として全国高校駅伝に出場できた。3区3kmで区間4位9:42と健闘した。1区土井葉月（1年）、アンカー5区大西ひかり（3年）らを擁するチームも総合5位に入った。また、全国女子駅伝でも7区で区間賞を獲得し兵庫県チームの4位入賞に貢献した。クロスカントリー日本選手権では、高1でジュニア4㎞に優勝するなど3年連続で上位に入った。そこでのちの名城大でのチームメイトとなる同期の小林成美（長野東高）と3年連続で競った。
2019年に名城大学入学。名城大では上級生の加世田梨花（成田出身）、和田有菜（長野東出身）、髙松智美ムセンビ（大阪薫英女学院出身）らに次ぐ中心メンバーとなった、同期の小林成美と山本有真（愛知・光ヶ丘女子出身）とともに二大駅伝（全日本大学女子駅伝と大学女子選抜（富士山女子）駅伝）に出場しいずれも優勝を果たした。上り坂に強いらしく全日本大学女子駅伝では最終6区に起用された。この区間にある厳しい上り坂について問われて「高校時代の通学で慣れているから気にならない」と語ったことが日本テレビの実況中に紹介された。
2020年には調子を崩して２大駅伝のメンバーから外れたが、年末には自己記録も更新し復活した。今後は10000mの走力を生かして、より長い距離のトラックレースや駅伝区間で活躍していくと思われる。
卒業後は積水化学に所属し競技を継続している。

## 主な記録
| 年     | 大会                                 | 種目           | 順位    | 備考             |
| ------ | ------------------------------------ | -------------- | ------- | ---------------- |
| 2017年 | クロスカントリー日本選手権           | ジュニア4km    | 優勝    |                  |
| 2018年 | クロスカントリー日本選手権           | ジュニア6km    | 7位     |                  |
|        | 三重インターハイ2018                 | 3000m          | 15位    |                  |
|        | 全国高校駅伝女子                     | 3区            | 区間4位 | 須磨学園高校5位  |
| 2019年 | 全国女子駅伝                         | 7区            | 区間賞  | 兵庫県4位        |
|        | クロスカントリー日本選手権           | ジュニア6km    | 8位     |                  |
|        | 日本学生個人                         | 5000m          | 優勝    |                  |
|        | 日本インカレ                         | 10000m         | 7位     |                  |
|        | 全日本大学女子駅伝                   | 6区            | 区間2位 | 名城大学優勝     |
|        | セブンヒルズロードレース（オランダ） | 15㎞           | 12位    |                  |
|        | 大学女子選抜（富士山女子）駅伝       | 1区            | 区間4位 | 名城大学優勝     |
| 2020年 | 全国女子駅伝                         | 4区            | 区間8位 | 兵庫県6位        |
|        | クロスカントリー日本選手権           | シニア8km      | 21位    | 名城大学団体優勝 |
|        | 日本インカレ                         | 10000m         | 8位     |                  |
| 2021年 | 学生女子ハーフマラソン               | ハーフマラソン | 3位     |                  |
|        | 第105回日本選手権・袋井              | 10000m         | 14位    |                  |
|        | 日本学生個人                         | 5000m          | 3位     |                  |